# Copa Fraternidad 1975
La Copa Fraternidad 1975 fue la quinta edición de la Copa Fraternidad Centroamericana, torneo de fútbol a nivel de clubes de Centroamérica avalado por la Concacaf y que contó con la participación de 6 equipos de la región.
El CD Platense Municipal de El Salvador fue el equipo que ganó el torneo por ser el que acumuló más puntos, siendo el primer equipo de salvadoreño en ganar el torneo. Mientras que el CSD Municipal, campeón de la edición anterior, quedó en quinto lugar del torneo.

## Equipos participantes
En cursiva los equipos debutantes en el torneo.
| País                | Equipo                                      | Vía de clasificación                                                       |
| ------------------- | ------------------------------------------- | -------------------------------------------------------------------------- |
| Costa Rica 2 cupos  | Saprissa Herediano                          | Campeón de la Primera División 1974 Subcampeón de la Primera División 1974 |
| El Salvador 2 cupos | Platense Municipal Negocios Internacionales | Campeón de la Primera División 1974 Subcampeón de la Primera División 1974 |
| Guatemala 2 cupos   | Municipal Aurora                            | Campeón de la Liga Nacional 1974 Subcampeón de la Liga Nacional 1974       |

## Partidos
| Equipo 1                 | Resultado | Equipo 2                 |
| ------------------------ | --------- | ------------------------ |
| Municipal                | 0-0       | Platense Municipal       |
| Saprissa                 | 1-2       | Aurora                   |
| Negocios Internacionales | 1-1       | Herediano                |
| Aurora                   | 2-1       | Negocios Internacionales |
| Herediano                | 2-1       | Municipal                |
| Platense Municipal       | 1-1       | Saprissa                 |
| Aurora                   | 3-1       | Municipal                |
| Negocios Internacionales | 1-0       | Municipal                |
| Platense Municipal       | 1-0       | Herediano                |
| Saprissa                 | 4-1       | Herediano                |
| Saprissa                 | 2-1       | Negocios Internacionales |
| Aurora                   | 1-2       | Platense Municipal       |
| Municipal                | 1-1       | Saprissa                 |
| Herediano                | 1-2       | Aurora                   |
| Platense Municipal       | 1-0       | Negocios Internacionales |
| Aurora                   | 5-3       | Saprissa                 |
| Platense Municipal       | 3-0       | Municipal                |
| Herediano                | 1-0       | Negocios Internacionales |
| Municipal                | 0-1       | Herediano                |
| Negocios Internacionales | 1-1       | Aurora                   |
| Saprissa                 | 1-0       | Platense Municipal       |
| Herediano                | 1-1       | Platense Municipal       |
| Negocios Internacionales | 1-1       | Saprissa                 |
| Platense Municipal       | 3-2       | Negocios Internacionales |
| Herediano                | 2-0       | Saprissa                 |
| Municipal                | 2-2       | Aurora                   |
| Municipal                | 3-1       | Negocios Internacionales |
| Platense Municipal       | 1-1       | Aurora                   |
| Aurora                   | 3-5       | Herediano                |
| Saprissa                 | 0-0       | Municipal                |

### Clasificación
| Club                     | PTS | PJ | PG | PE | PP | GF | GC | +/- |
| ------------------------ | --- | -- | -- | -- | -- | -- | -- | --- |
| Platense Municipal       | 14  | 10 | 5  | 4  | 1  | 13 | 7  | +6  |
| Aurora                   | 13  | 10 | 5  | 3  | 2  | 22 | 18 | +4  |
| Herediano                | 12  | 10 | 5  | 2  | 3  | 15 | 13 | +2  |
| Saprissa                 | 10  | 10 | 3  | 4  | 3  | 14 | 14 | 0   |
| Municipal                | 6   | 10 | 1  | 4  | 5  | 8  | 14 | -6  |
| Negocios Internacionales | 5   | 10 | 1  | 3  | 6  | 9  | 15 | -6  |

## Campeón
C.D. Platense Municipal

Campeón
1º título